# Миммі і абетка
«Миммі і абетка» («Mõmmi ja aabits») — радянський багатосерійний телефільм 1977 року, знятий режисерами Хельо Мянд і Тійу Вахі на Естонському телебаченні.

## Сюжет
Поставлено за казкою естонської письменниці Гунти Рандли.

## У ролях
- Іво Еенсалу — Миммі
- Катрін Карісма-Крумм — мама Миммі
- Марія Кльонська — заяць Юта
- Мар'є Метсур — білка Ольга
- Тиніс Рятсепп — тато Миммі
- Тину Саар — вовченя
- Калев Таммін — вовченя
- Лембіт Ульфсак — лис Рейн
- Велло Янсон — відмідь Мати
- Ене Ярвіс — ведмідь Каті

## Знімальна група
- Режисери — Хельо Мянд, Тійу Вахі
- Сценарист — Хельо Мянд
- Композитор — Тиніс Кирвітс
- Художник — Гунта Рандла